# Xystrocera femorata
Xystrocera femorata es una especie de escarabajo longicornio del género Xystrocera, categorizada en la tribu Xystrocerini, de la subfamilia Cerambycinae. Fue descrita por Chevrolat en 1855.

## Descripción
Mide 15-30 mm de longitud.

## Distribución
Se distribuye por Benín, Camerún, Costa de Marfil, Ghana, Guinea, Liberia, Nigeria y Sierra Leona.